# Ngerekebesang

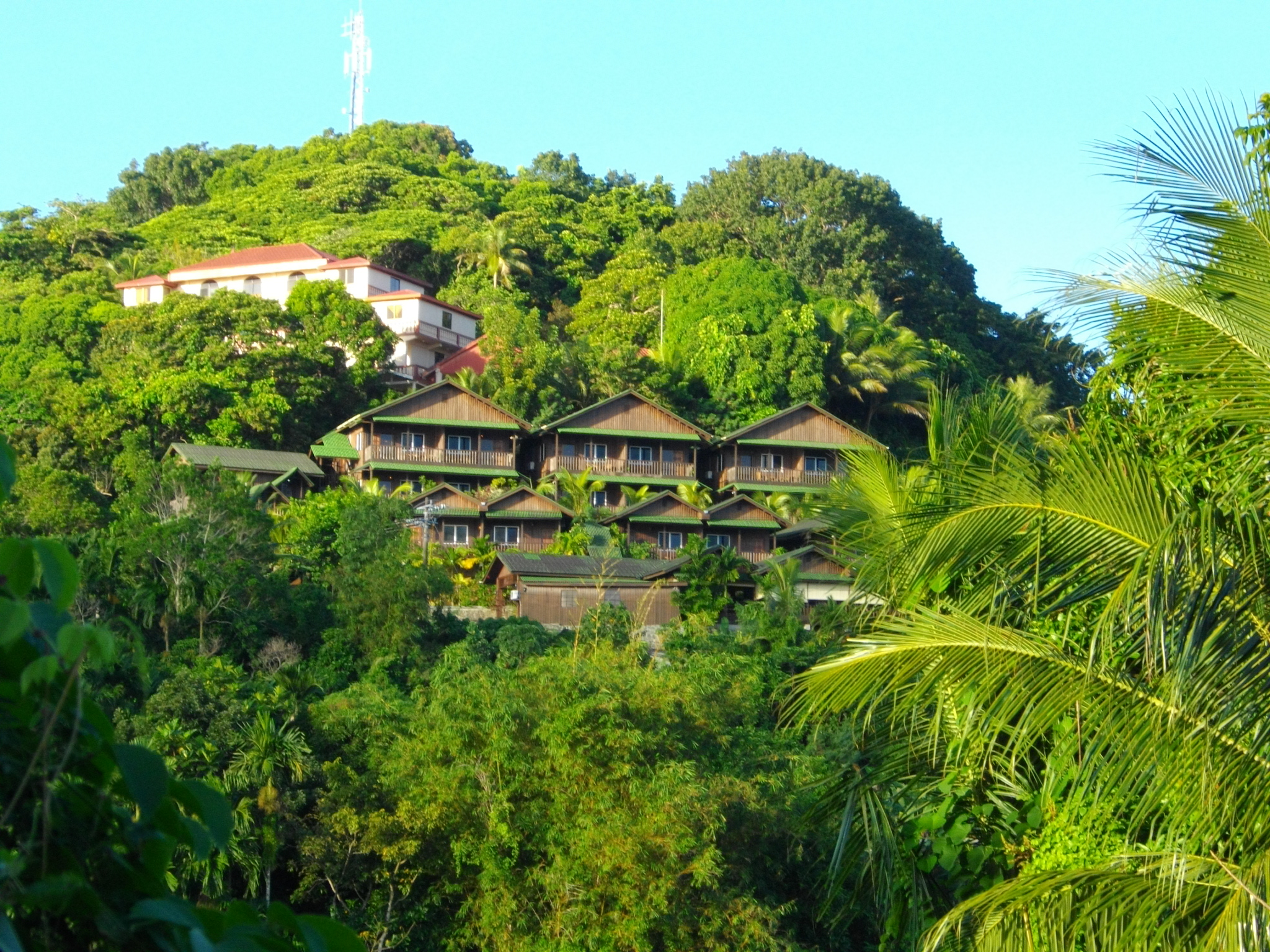
Khu nghỉ dưỡng Rose Garden

Đảo Ngerekebesang (tên gọi khác: Ngerekebesang Hamlet, Arakabesan) là một hòn đảo thuộc bang Koror, Palau. Nơi đây twngf là nơi đặt văn phòng của Tổng thống Cộng hòa Palau trước khi thủ đô được chuyển đến bang Melekeok. Hòn đảo được chia thành ba thị trấn là Ngerekebesang, Meyun và Echang.
Meyun là nơi có bệnh viện lớn nhất ở Palau, Bệnh viện Quốc gia Belau. Đảo Ngerkebesang và đảo Koror được nối với nhau qua một bến nổi. Bến nổi này bắt đầu được xây dựng từ thời kỳ chiếm đóng Palau của Đế quốc Nhật Bản.